# Ivanoe Sacchetti
Ivanoe Sacchetti (Boretto, 28 novembre 1921 – Sanremo, 10 settembre 1985) è stato un calciatore italiano, di ruolo portiere.

## Carriera
Formatosi nell'Atalanta, passa nel 1941 al Pro Gorizia. A causa della guerra la carriera sportiva è momentaneamente interrotta e solo nel 1945 Sacchetti torna a calcare un campo di calcio tra le file del Modena.
Con i canarini esordì in Serie A il 2 dicembre 1945 nel match vinto 2 a 0 contro il Vicenza. La stagione successiva, posto in lista di trasferimento, passa tra le file del Brescia dove rimane una sola stagione retrocedendo in Serie B.
Nel 1947 passa al Genoa esordendovi il 14 settembre nella vittoria per 3-0 in trasferta contro la Lucchese. Perde, dopo alcuni incontri, il posto da titolare, poiché gli venne preferito Franco Cardani, riuscendo infatti a scendere in campo solo sei volte in tutta la stagione.
Nella stagione 1948-1949 militò nel Prato in Serie C esordendo il 3 ottobre nella vittoria casalinga per 9 a 1 contro la Carbosarda. In Toscana conquistò la Serie B vincendo il Girone C, dopo gli spareggi contro la Carrarese.

## Palmarès

### Club
- Campionato italiano di Serie C: 1

Prato: 1948-1949